# 누구 (인공지능 서비스)
누구(NUGU)는 SK텔레콤에서 개발한 인공지능 서비스이다. 2016년 9월 출시된 NUGU 스피커(NU100)에 처음 탑재되었고 이 스피커는 국내 최초의 인공지능 스피커이다.
누구(NUGU)는 2017년 8월 출시된 NUGU mini 스피커(NU200),또한 2018년에는 누구 캔들(NUGU candle,NU110)또한 출시되었다. 티맵, 어린이용 스마트워치 '쿠키즈워치 준(JooN)3' 및 '준(JooN) 스페셜 에디션'에도 탑재되어 있다.
부르는 이름은 아리아, 팅커벨이다. 초기에는 레베카, 크리스탈까지 총 4개의 호출어가 가능했다.
최근에 T전화와 ZEM이 업데이트되면서 NUGU기능이 새로 추가되었다.

## 누구 디벨로퍼스
누구 디벨로퍼스 (NUGU Developers)는 외부 개발자들이 누구(NUGU)와 연동할 수 있도록 제공하는 사이트이다. NUGU Play Kit과 NUGU BIz, NUGU SDK(예정)와 같은 툴을 제공한다.

## 관련 장치
- NUGU(NU100)
- NUGU mini(NU200)
- NUGU candle(NU110)
- NUGU mini(NU200C Titan Black)
- 티맵(T map)
- 쿠키즈워치 준(JooN)3
- 준(JooN) 스페셜 에디션
- NUGU nemo(NU300)